# Parada (Alfândega da Fé)
Parada ist ein Ort und eine ehemalige Gemeinde (Freguesia) im portugiesischen Kreis Alfândega da Fé. In der Gemeinde lebten 124 Einwohner (Stand 30. Juni 2011).
Am 29. September 2013 wurden die Gemeinden Parada und Sendim da Ribeira zur neuen Gemeinde União das Freguesias de Parada e Sendim da Ribeira zusammengefasst. Parada ist Sitz dieser neu gebildeten Gemeinde.